# Kyzył-Kyja
Kyzył-Kyja (kirg. Кызыл-Кыя; ros. Кызыл-Кия, Kyzył-Kija)  – miasto w Kirgistanie; w obwodzie batkeńskim; w południowej części Kotliny Fergańskiej; 28,5 tys. mieszkańców (2008); wydobycie węgla brunatnego; przemysł spożywczy, materiałów budowlanych.
Miasto jest położone na wysokości 1058 m n.p.m. Zima trwa krótki okres i jest stosunkowo ciepła. Wiosna i jesień w ostatnim dziesięcioleciu charakteryzuje się obfitymi opadami deszczu. Lato jest gorące, suche.